# Liste von Vornamen/B
Diese Unterseite der Liste von Vornamen enthält Vornamen, die mit dem Buchstaben B beginnen.
Männliche Vornamen sind mit dem Symbol ♂ und weibliche Vornamen mit dem Symbol ♀ markiert.

## Ba
Baaf ♂,
Babai ♂♀,
Babak ♂,
Babatha ♀,
Babatunde ♂,
Babette ♀,
Babila ♂, 
Baccio ♂, 
Bachisio ♂, 
Bacol ♂, 
Bade ♀, 
Badea ♀♂,
Badegül ♀, 
Badet ♀, 
Bagrat ♂,
Baha ♂, 
Bahaddin ♂,
Bahadır ♂,
Bahar ♀, 
Bahattin ♂,
Bahman ♂,
Bahri ♂,
Bahriye ♀,
Bahtiyar ♂, 
Baiba ♀, 
Bairbre ♀,
Bajame ♀, 
Bajram ♂,
Bajuk ♂, 
Bajuke ♀, 
Bajula ♀, 
Bakari ♂,
Bakary ♂,
Baki ♂, 
Bakır ♂, 
Bakull ♂, 
Balan ♂, 
Balasingam ♂,
Balázs ♂, 
Balbina ♀,
Baldassarre ♂, 
Baldo ♂, 
Baldovino ♂, 
Baldred ♂,
Balduin ♂,
Baldur ♂,
Baler ♂, 
Balera ♀, 
Balina ♀, 
Balint ♂,
Bálint ♂,
Balish ♂, 
Balisha ♀, 
Ballan ♂, 
Ballargjenda ♀, 
Balleze ♀, 
Ballmira ♀, 
Ballonja ♀, 
Ballor ♂, 
Ballore ♀, 
Balloshe ♀, 
Ballush ♂, 
Balmir ♂, 
Balmira ♀, 
Balshe ♂, 
Balthasar ♂,
Baluke ♀, 
Balush ♂, 
Balushe ♀, 
Balys ♂, 
Bamir ♂, 
Bamira ♀, 
Bap ♂,
Baptist ♂,
Baptiste ♂, 
Bar ♂♀,
Barack ♂,
Barak ♂,
Baral ♂, 
Baran ♂♀,
Barbara ♀,
Barbaros ♂,
Barbea ♀,
Bärbel ♀,
Barbra ♀,
Barbro ♀,
Bård ♂,
Bardh ♂, 
Bardha ♀, 
Bardhabora ♀, 
Bardhal ♂, 
Bardhana ♀, 
Bardhani ♂, 
Bardhanjor ♂, 
Bardhanjora ♀, 
Bardhesha ♀, 
Bardhian ♂, 
Bardhim ♂, 
Bardhime ♀, 
Bardhina ♀, 
Bardhok ♂, 
Bardhoke ♀, 
Bardhonja ♀, 
Bardhor ♂, 
Bardhora ♀, 
Bardhosh ♂, 
Bardhoshe ♀, 
Bardhulina ♀, 
Bardhush ♂, 
Bardhyl ♂, 
Bardhyle ♀, 
Bardibal ♂, 
Baren ♂, 
Barena ♀, 
Barend ♂,
Baresha ♀, 
Barid ♂, 
Barida ♀, 
Barış ♂♀,
Barjet ♂, 
Barlet ♂, 
Barmal ♂, 
Barnaba ♂, 
Barnabas ♂,
Barnes ♂, 
Barney ♂,
Barnim ♂,
Barry ♂,
Barthel ♂,
Barthélemy ♂,
Bartho ♂, 
Bartholemew ♂,
Bartholomäus ♂,
Bartholomeus ♂,
Bartimäus ♂,
Bartolomé ♂,
Bartolomea ♀, 
Bartolomeo ♂, 
Bartolomeu ♂,
Bartolommeo ♂,
Baruch ♂,
Barven ♂, 
Barzid ♂, 
Barzida ♀, 
Bas ♂,
Basak ♂,
Başak ♀,
Başar ♂♀,
Bascha ♂♀,
Başel ♂,
Başer ♂,
Bashkim ♂, 
Bashkime ♀, 
Basil ♂,
Basilio ♂, 
Basilius ♂,
Basri ♂, 
Bastian ♂,
Bastienne ♀,
Bastri ♀, 
Baştürk ♂,
Bata ♀, 
Bato ♂, 
Baton ♂, 
Batona ♀, 
Batonian ♂, 
Batoniana ♀, 
Battista ♂, 
Batuhan ♂,
Batuja ♀, 
Batul ♂, 
Batula ♀, 
Batun ♂, 
Batuna ♀, 
Batush ♂, 
Batusha ♀, 
Bavo ♂,
Bayar ♂,
Baydar ♂,
Baykal ♂,
Bayrak ♂,
Bayraktar ♂,
Bayram ♂,
Bayülken ♂,
Baz ♂

## Be
Bea ♀,
Beat ♂,
Beata ♀, 
Béata ♀, 
Beate ♀,
Beato ♂, 
Beatrice ♀,
Béatrice ♀, 
Beatrix ♀,
Bec ♂, 
Becan ♂, 
Becana ♀, 
Becki ♀, 
Beda ♂,
Bedar ♂, 
Bedare ♀, 
Bedarin ♂, 
Bedarina ♀, 
Bedis ♂, 
Bedrettin ♂, 
Bedri ♂, 
Bedřich ♂,
Bedriye ♀, 
Beethoven ♂,
Bega ♀,
Begatia ♀, 
Begatim ♂, 
Begatime ♀, 
Begator ♂, 
Begatore ♀, 
Begoña ♀,
Begüm ♀, 
Behar ♂, 
Behçet ♂,
Behice ♀,
Behiye ♀, 
Behram ♂,
Behrouz ♂,
Behzad ♂, 
Bejka ♀, 
Bejkush ♂, 
Bejkushe ♀, 
Bekim ♂, 
Bekime ♀, 
Bekir ♂, 
Bektaş ♂, 
Béla ♂,
Běla ♀, 
Bele ♀,
Belén ♀, 
Belgin ♀,
Belin ♀, 
Belina ♀, 
Belinda ♀,
Belisario ♂, 
Belita ♀, 
Beliz ♀, 
Belkız ♀, 
Belshar ♂, 
Beltina ♀, 
Ben ♂, 
Bena ♀, 
Benara ♀, 
Benas ♂, 
Beñat ♂, 
Bence ♂,
Bendo ♂, 
Benedek ♂,
Benedetta ♀,
Benedetto ♂,
Bénédicte ♀,
Benedikt ♂,
Benediktas ♂, 
Benedito ♂,
Benedykt ♂,
Bengi ♀,
Bengt ♂,
Bengü ♀, 
Beniamina ♀, 
Beniamino ♂, 
Benicio ♂, 
Benigno ♂,
Benilde ♀, 
Benita ♀,
Benito ♂,
Benjamin ♂,
Benjaminas ♂, 
Benji ♂,
Benkushe ♀, 
Benno ♂,
Bennu ♀, 
Beno ♂,
Benoît (Vorname) ♂,
Bensu ♀, 
Bent ♂,
Bente ♀, 
Bento ♂,
Benush ♂, 
Benusha ♀, 
Benvenuto ♂, 
Beppe ♂,
Beppo ♂, 
Beqir ♂, 
Béranger ♂, 
Bérangère ♀, 
Berardo ♂, 
Berat ♂♀, 
Bercen ♂, 
Beren ♀, 
Berengario ♂, 
Bergin ♂, 
Bergina ♀, 
Bergljot ♀, 
Beria ♀, 
Beriah ♂,
Beril ♀, 
Berit ♀,
Berk ♂,
Berkan ♂,
Berkant ♂, 
Berkay ♂,
Berke ♂,
Berkin ♂, 
Berkina ♀, 
Berlin ♀♂,
Berna ♀, 
Bernadette ♀, 
Bernadine ♀, 
Bernard ♂, 
Bernarda ♀, 
Bernardas ♂, 
Bernardin ♂, 
Bernardo ♂,
Bernat ♂,
Bernd ♂, 
Bernhard ♂, 
Bernhild ♀, 
Bernold ♂,
Bernulf ♂, 
Bernward ♂,
Berosh ♂, 
Beroshe ♀, 
Berrin ♀, 
Bersa ♀, 
Bersena ♀, 
Bersn ♂, 
Bert ♂,
Berta ♀, 
Bertalan ♂,
Bertel ♂,
Bertha ♀,
Bertheid ♀,
Berthold ♂,
Bertie ♂,
Bertil ♂,
Berto ♂, 
Bertold ♂,
Bertram ♂,
Bertrand ♂, 
Bertrando ♂, 
Bertuğ ♂, 
Beryl ♂♀,
Berzant ♂, 
Berzanta ♀, 
Besa ♂♀, 
Besar ♂,
Besara ♀, 
Besart ♂, 
Besarta ♀, 
Besatar ♂, 
Besator ♂, 
Beseleel ♂,
Besfort ♂, 
Besforta ♀, 
Besian ♂, 
Besiana ♀, 
Besim ♂, 
Besime ♀, 
Beşir ♂, 
Besjan ♂, 
Besjana ♀, 
Besmir ♂, 
Besmira ♀, 
Besnik ♂, 
Besnike ♀, 
Besor ♂, 
Besora ♀, 
Bestami ♂, 
Bestar ♂, 
Bestara ♀, 
Beste ♀, 
Betare ♀, 
Bethany ♀, 
Bethlehem ♀, 
Betim ♂, 
Betime ♀, 
Betina ♀,
Betsy ♀,
Betta ♀, 
Bettina ♀,
Betty ♀,
Betül ♀, 
Beverley ♀♂,
Beyazıt ♂, 
Beyda ♀, 
Beyoncé ♀,
Beyza ♀, 
Bezalel ♂,
Bezan ♂, 
Bezana ♀, 
Bezzi ♂, 

## Bi
Biagio ♂,
Bianca ♀, 
Bibi ♂♀,
Bibiana ♀, 
Bibiane ♀,
Bibianka ♀,
Bidusa ♀, 
Bijan ♂,
Biju ♂, 
Biklena ♀, 
Bilal ♂,
Bilan ♂, 
Bilana ♀, 
Bilbil ♂, 
Bilbile ♀, 
Bilbilesha ♀, 
Bilen ♂, 
Bilena ♀, 
Bilge ♂♀,
Bilgiç ♂,
Bilgin ♂♀,
Bilida ♀, 
Bilind ♂, 
Bilis ♂, 
Bilisa ♀, 
Biljana ♀,
Bill ♂,
Bilmen ♂,
Bilonja ♀, 
Binak ♂, 
Binjamin ♂,
Binnur ♀, 
Binyamin ♂,
Bircan ♀, 
Birdal ♂♀,
Birger ♂,
Birgit ♀,
Birgül ♀, 
Birhan ♂♀, 
Birk ♂,
Birkan ♂,
Birkena ♀, 
Birol ♂, 
Birsen ♀, 
Birte ♀,
Birutė ♀, 
Birzim ♂, 
Bisar ♂, 
Bisara ♀, 
Bisen ♂, 
Bisena ♀, 
Biskonja ♀, 
Bislim ♂, 
Bita ♀, 
Bitil ♂, 
Bitila ♀, 
Bizat ♂, 
Bizata ♀, 

## Bj
Bjarne ♂, 
Bjarni ♂,
Bjarte ♂,
Bjartur ♂,
Bjeshka ♀, 
Bjeshkan ♂, 
Bjeshkana ♀, 
Bjeshkor ♂, 
Bjeshkore ♀, 
Björg ♀, 
Björk ♀,
Björn ♂,
Bjørn ♂

## Bl
Blagoja ♂,
Blagoje ♂,
Blair ♂♀,
Blaise ♂,
Blanche ♀,
Blandina ♀, 
Blas ♂,
Blasius ♂,
Blat ♂, 
Blažen ♂,
Blaženka ♀,
Bled ♂, 
Bleda ♀, 
Bledana ♀, 
Bledar ♂, 
Bledare ♀, 
Bledaret ♂, 
Bledareta ♀, 
Bledarina ♀, 
Bledat ♂, 
Bledata ♀, 
Bledian ♂, 
Blediana ♀, 
Bledin ♂, 
Bledina ♀, 
Bledion ♂, 
Blediona ♀, 
Bledor ♂, 
Bledora ♀, 
Bleg ♂, 
Blega ♀, 
Blegin ♂, 
Blegina ♀, 
Blend ♂, 
Blenda ♀, 
Blendar ♂, 
Blendara ♀, 
Bleona ♀, 
Bleran ♂, 
Blerand ♂, 
Bleranda ♀, 
Blerian ♂, 
Bleriana ♀, 
Blerim ♂, 
Blerime ♀, 
Blerina ♀, 
Blerona ♀, 
Bleror ♂, 
Blerore ♀, 
Blerosh ♂, 
Bleroshe ♀, 
Blert ♂, 
Blerta ♂♀, 
Blertana ♀, 
Blertoshe ♀, 
Blertusha ♀, 
Blerush ♂, 
Blet ♂, 
Bleta ♀, 
Bletak ♂, 
Bletake ♀, 
Bletana ♀, 
Bletar ♂, 
Bletare ♀, 
Bletmir ♂, 
Bletmira ♀, 
Bletor ♂, 
Bletore ♀, 
Blin ♂, 
Blina ♀, 
Blirim ♂, 
Blirime ♀, 
Blodin ♂, 
Blodina ♀, 
Blond ♂, 

## Bo
Bo ♂♀,
Boaz ♂,
Bob ♂,
Bobbi ♀, 
Bobbie ♂♀,
Bodil ♀,
Bodo ♂,
Boethos ♂,
Bogdan ♂,
Bogna ♀,
Bogumil ♂, 
Bogusław ♂,
Bohdan ♂,
Bohumil ♂, 
Boiken ♂, 
Boikena ♀, 
Bojan ♂,
Bojko ♂,
Boleslav ♂,
Boleslaw ♂,
Boleslovas ♂, 
Bölükbaşı ♂,
Bonaria ♀, 
Bonaventura ♂, 
Bonfiglio ♂, 
Bonifacio ♂, 
Bonifatius ♂,
Bonifaz ♂,
Bonin ♂, 
Bonita ♀, 
Bonja ♀, 
Bonnie ♀, 
Bor ♂, 
Bora ♂♀, 
Borak ♂, 
Borake ♀, 
Boran ♂, 
Borana ♀, 
Borash ♂, 
Borasha ♀, 
Borbardh ♂, 
Borbardha ♀, 
Borbora ♀,
Bores ♂, 
Börge ♂,
Børge ♂,
Borghild ♀, 
Borian ♂, 
Boriana ♀, 
Borim ♂, 
Borime ♀, 
Borina ♀, 
Boris ♂, 
Bořivoj ♂,
Borja ♂,
Börje ♂,
Boros ♂,
Borromäus ♂,
Borsak ♂, 
Borsaka ♀, 
Borushe ♀, 
Borut ♂,
Boruta ♀,
Borys ♂,
Botho ♂, 
Botond ♂,
Boubacar ♂,
Boukari ♂,
Boureima ♂,
Boy ♂,
Boyd ♂,
Boyraz ♂,
Božena ♀

## Br
Braden ♂♀,
Bradley ♂,
Branden ♂,
Brandon ♂♀,
Brandy ♀,
Branislav ♂,
Branko ♂,
Braonán ♂,
Breandán ♂,
Bregan ♂, 
Bregana ♀, 
Bregore ♀, 
Breide ♀, 
Brel ♂, 
Brela ♀, 
Brena ♀, 
Brenda ♀,
Brendan ♂,
Brennan ♂,
Breno ♂,
Brent ♂,
Brerim ♂, 
Brerima ♀, 
Bresha ♂, 
Bret ♂, 
Breta ♀, 
Brett ♂♀,
Brian ♂,
Briana ♀,
Brianna ♀,
Briccius ♂,
Brictius ♂,
Bridget ♀,
Briga ♀, 
Brigida ♀,
Brigitta ♀,
Brigitte ♀, 
Briken ♂, 
Brikena ♀, 
Bringfriede ♀,
Brisilda ♀, 
Brita ♀,
Britius ♂,
Britt ♀,
Britta ♀,
Brittany ♀,
Brixius ♂,
Briz ♂, 
Briza ♀, 
Brizid ♂, 
Brizida ♀, 
Broder ♂,
Bronis ♂, 
Bronislavas ♂, 
Bronisław ♂,
Bronislovas ♂, 
Bronius ♂, 
Bronwen ♀,
Bronwyn ♀, 
Brooke ♀,
Brooklyn ♀,
Bror ♂,
Bruce ♂,
Brun ♂,
Bruna ♂♀,
Brunhild ♀,
Brunilde ♀,
Bruno ♂,
Bruto ♂, 
Bruzina ♀, 
Bruzor ♂, 
Bruzore ♀, 
Bruzta ♀, 
Bruztore ♀, 
Bryan ♂

## Bu
Bubul ♂, 
Buchi ♀,
Bud ♂,
Budak ♂,
Buddy ♂, 
Budi ♂, 
Buenaventura ♂, 
Bujana ♀, 
Bujar ♂, 
Bujare ♀, 
Bujaresha ♀, 
Bujaria ♀, 
Bujet ♂, 
Bujeta ♀, 
Bukla ♀, 
Buklor ♂, 
Buklore ♀, 
Bukura ♀, 
Bukuran ♂, 
Bukurana ♀, 
Bukuresha ♀, 
Bukureza ♀, 
Bukurie ♀, 
Bukurim ♂, 
Bukuriza ♀, 
Bukurosh ♂, 
Bukuroshe ♀, 
Bukurush ♂, 
Bukurushe ♀, 
Bulcsú ♂,
Bülent ♂, 
Bulëza ♀, 
Bulezim ♂, 
Bulëzime ♀, 
Bulëzore ♀, 
Bulim ♂, 
Bulima ♀, 
Bulin ♂, 
Bulina ♀, 
Bulore ♀, 
Bulut ♂,
Bünyamin ♂,
Burak ♂,
Burbuqe ♀, 
Burçin ♀,
Burcu ♀,
Burdine ♀, 
Burghard ♂,
Burhan ♂,
Burila ♀, 
Burim ♂, 
Burime ♀, 
Burimza ♀, 
Burkan ♂, 
Burkhard ♂,
Burkhardt ♂,
Burnor ♂, 
Buronja ♀, 
Burrnore ♀, 
Burror ♂, 
Buse ♀, 
Busid ♂, 
Büşra ♀, 
Busso ♂,
Butar ♂, 
Butare ♀, 
Butch ♂, 
Butes ♂,
Butëza ♀, 
Butina ♀, 
Butmira ♀, 
 
Butore ♀, 
Butrint ♂, 
Buzagaz ♂, 
Buzagaze ♀, 
Buzida ♀, 
Buzz ♂, 

## By
Bylin ♂, 
Byron ♂, 